# (8843) 1990 OH
1990 أو إتش (ويعرف أيضًا باسم (8843) 1990 أو إتش وفق تسمية الكوكب الصغير) (بالإنجليزية: 1990 OH)‏ هو كويكب ضمن حزام الكويكبات؛ وترتيبه 8843 من حيث الاكتشاف.
اكتُشف هذا الجُرم الفلكي بواسطة اليانور إف. هيلين في 22 يوليو 1990.

## وصلات خارجية
- (8843) 1990 OH في قاعدة بيانات مختبر الدفع النفاث لأجرام النظام الشمسي الصغيرة

- الاكتشاف · مخطط المدار ·  العناصر المدارية · المعلمات المادية

- (8843) 1990 OH على موقع ويكي سكاي: DSS2, SDSS, GALEX, IRAS, Hydrogen α, X-Ray, Astrophoto, Sky Map, Articles and images